# Parts-per notation

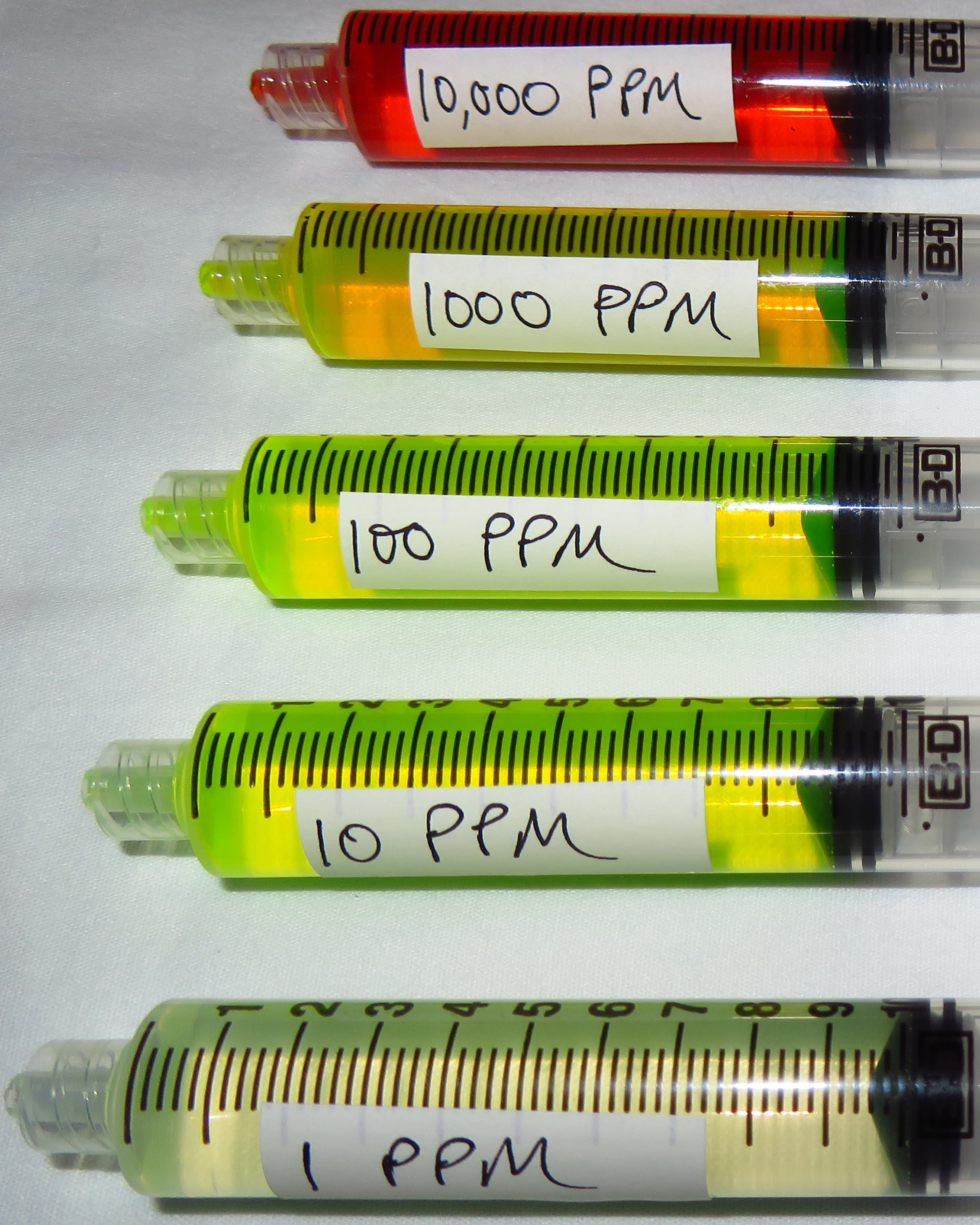
Dung dịch nước Fluorescein được pha loãng từ 1 đến 10.000 phần triệu trong các khoảng nồng độ gấp 10 lần. Ở 1 ppm, dung dịch có màu vàng rất nhạt. Khi nồng độ tăng lên, màu trở thành màu vàng đậm hơn, sau đó là màu cam, với 10.000 ppm cuối cùng có màu đỏ đậm.

Trong khoa học và kỹ thuật, parts-per notation) là một tập hợp các đơn vị pseudo- để mô tả các giá trị nhỏ của các đại lượng không thứ nguyên khác nhau, ví dụ như tỷ lệ mol hoặc tỷ lệ khối lượng. Các đơn vị thường được sử dụng là parts-per-million (ppm, 10−6), parts-per-billion (ppb, 10−9), parts-per-trillion (ppt, 10−12) và parts-per-quadrillion (ppq, 10−15). Các đơn vị này không phải là một phần của Hệ đo lường quốc tế (SI) và ý nghĩa của nó không rõ ràng.

## Tổng quan
Parts-per notation thường được sử dụng để mô tả các dung dịch loãng trong hóa học, chẳng hạn như lượng khoáng chất hòa tan hoặc các chất ô nhiễm trong nước. Số lượng "1 ppm" có thể được sử dụng cho phần khối lượng nếu chất ô nhiễm trong nước có mặt ở mức một phần triệu gam trên gam dung dịch mẫu. Khi thí nghiệm với dung dịch nước, người ta thường cho rằng khối lượng riêng của nước là 1,00 g/mL. Do đó, người ta thường đánh đồng 1 kg nước với 1 L nước. Do đó, 1 ppm tương ứng với 1 mg/L và 1 ppb tương ứng với 1 μg/L.
Tương tự, parts-per notation cũng được sử dụng trong vật lý và kỹ thuật để biểu thị giá trị của các hiện tượng tỷ lệ khác nhau. Ví dụ: một hợp kim kim loại đặc biệt có thể giãn nở 1,2 micromet trên một mét chiều dài ở mỗi độ C và giá trị này sẽ được biểu thị bằng "α = 1.2 ppm/°C". Parts-per notation cũng được sử dụng để biểu thị sự thay đổi, độ ổn định hoặc độ lệch chuẩn trong các phép đo.

## Chỉ trích
Mặc dù Văn phòng Cân đo Quốc tế (một tổ chức tiêu chuẩn quốc tế còn được biết đến với tên viết tắt bằng tiếng Pháp là BIPM) công nhận việc sử dụng parts-per notation, nhưng nó không chính thức là một phần của Hệ đo lường quốc tế (SI). Lưu ý rằng mặc dù "phần trăm" (%) không phải là một phần chính thức của SI, cả BIPM và Tổ chức tiêu chuẩn hóa quốc tế (ISO) đều cho rằng "trong các biểu thức toán học, ký hiệu % (phần trăm) được quốc tế công nhận có thể được sử dụng với SI để biểu thị số 0,01" cho các đại lượng không thứ nguyên. Theo IUPAP, "một điều tiếp tục gây khó chịu cho những người theo chủ nghĩa thuần túy đơn vị là việc tiếp tục sử dụng phần trăm, ppm, ppb và ppt". Các vấn đề chính với parts-per notation được trình bày dưới đây.

### Quy mô dài và ngắn
Do các số được đặt tên bắt đầu bằng "billion" ("tỷ") có các giá trị khác nhau ở các quốc gia khác nhau, BIPM đề xuất tránh sử dụng "ppb" và "ppt" để tránh gây hiểu lầm.

### Nghìn với nghìn tỷ
Mặc dù "ppt" thường có nghĩa là "parts per trillion" ("một phần nghìn tỷ"), đôi khi nó có nghĩa là "parts per thousand" ("một phần nghìn"). Trừ khi ý nghĩa của "ppt" được xác định rõ ràng, nó phải được xác định ngữ cảnh.

### Tỷ lệ khối lượng với tỷ lệ mol với tỷ lệ thể tích
Một vấn đề khác của parts-per notation là nó có thể đề cập đến tỷ lệ khối lượng, tỷ lệ mol hoặc tỷ lệ thể tích. Vì thường không nêu rõ đại lượng nào được sử dụng, nên tốt hơn là viết đơn vị là kg/kg, mol/mol hoặc m3/m3 (mặc dù tất cả chúng đều không có thứ nguyên).
Việc sử dụng parts-per notation nhìn chung khá cố định trong từng ngành khoa học cụ thể, nhưng thường không nhất quán khi sử dụng nó trong các ngành khác, khiến một số nhà nghiên cứu cho rằng cách sử dụng (khối lượng/khối lượng, mol/mol, khối lượng/thể tích,...) là chính xác và những cách sử dụng khác là không chính xác. Giả định này đôi khi khiến họ không chỉ định chi tiết cách sử dụng của riêng họ trong các ấn phẩm của họ và do đó những người khác có thể hiểu sai kết quả của họ. Ví dụ, các nhà điện hóa thường sử dụng thể tích/thể tích, trong khi các nhà kỹ thuật hóa học có thể sử dụng khối lượng/khối lượng cũng như thể tích/thể tích. Nhiều ấn phẩm học thuật ở mức xuất sắc khác không chỉ định cách sử dụng parts-per notation.

## Uno (đơn vị không thứ nguyên được đề xuất)
Do tính chất rườm rà của việc biểu thị một số đại lượng không thứ nguyên nhất định theo hướng dẫn của SI, Liên đoàn Quốc tế về Vật lý Thuần túy và Ứng dụng (IUPAP) năm 1999 đã đề xuất sử dụng đơn vị "uno" (ký hiệu: U) để biểu thị số 1 trong đại lượng không thứ nguyên. Năm 2004, một báo cáo gửi lên Ủy ban Quốc tế về Cân đo (CIPM) tuyên bố rằng phản ứng đối với đề xuất này "gần như hoàn toàn tiêu cực" và người đề xuất chính "đã đề nghị từ bỏ ý tưởng". Cho đến nay, uno vẫn chưa được bất kỳ tổ chức tiêu chuẩn nào chấp nhận.